# یواس‌اس اوکلا (وای‌تی‌بی-۸۰۵)
یواس‌اس اوکلا (وای‌تی‌بی-۸۰۵) (به انگلیسی: USS Ocala (YTB-805)) یک کشتی بود که طول آن ۱۰۹ فوت (۳۳ متر) بود. این کشتی در سال ۱۹۷۰ ساخته شد.